# الدوري النمساوي 1978–79
الدوري النمساوي الممتاز 1978–79 (بالألمانية: Österreichische Fußballmeisterschaft 1978/79)‏ هو الموسم 68 من بوندسليغا النمسا لكرة القدم. أشرف على تنظيمه اتحاد النمسا لكرة القدم، وكان عدد الأندية المشاركة فيه 10، وفاز فيه أوستريا فيينا.